# Amblycerus hoffmanseggi
Amblycerus hoffmanseggi là một loài bọ cánh cứng trong họ Bruchidae. Loài này được Gyllebhal miêu tả khoa học năm 1833.